# Strade Bianche 2014
La Strade Bianche 2014 fou la vuitena edició de la Strade Bianche. La cursa formà part de l'UCI Europa Tour 2014 amb una categoria 1.1 i es va disputar el 8 de març de 2014 sobre un recorregut de 187 quilòmetres, entre San Gimignano i Siena, seguint carreteres, però també les anomenades strade bianche, pistes forestals.
El vencedor fou el polonès Michał Kwiatkowski (Omega Pharma-Quick Step), que arribà en solitari a la Piazza del Campo, després de deixar enrere en els darrers quilòmetres al seu company d'escapada, l'eslovac Peter Sagan (Cannondale). Ambdós s'havien escapat a manca de 21 km d'un grup en què hi havia els principals favorits, en què hi havia Fabian Cancellara (Trek Factory Racing), Cadel Evans (BMC Racing Team), Damiano Cunego (Lampre-Merida), Roman Kreuziger (Team Tinkoff-Saxo) o Alejandro Valverde (Movistar Team), entre d'altres. A manca d'uns 10 km Valverde atacà amb força, però sols li va servir per acabar en la tercera posició final.

## Recorregut
Per primera vegada la cursa surt de San Gimignano, per finalitzar a l'habitual Piazza del Campo, de Siena, després de recórrer 197 km, dels quals 45 són per pistes forestals o strade bianche, dotze menys que el 2013. Aquests 45 quilòmetres estan dividits en 10 sectors.
El recorregut és molt trenca-cames, amb nombroses pujades i baixades, tot i que sempre força curtes, i revolts marcats. Sols l'ascensió entre Buonconvento i Montalcino té una certa llargada, amb 4 km al 5%. A dos quilòmetres per l'arribada hi ha la darrera ascensió, a la porta de Fontebranda, amb desnivells del 9% al 10%, i un punt màxim a la via de Santa Caterina (16%) a 500 metres de l'arribada, a la Piazza del Campo.
Sectors de strade bianche
| Sector Núm. | Nom                | Quilòmetres         | Llargada (km) | Categoria         |
| ----------- | ------------------ | ------------------- | ------------- | ----------------- |
| 1           | San Leonardo       | del 32,6 al 34,9    | 2,2           | * · *             |
| 2           | Vidritta           | del 48,5 al 50,6    | 2,1           | *                 |
| 3           | Bagnaia            | del km 55,6 al 61,6 | 5,9           | * · * · * · *     |
| 4           | Radi               | del 67,8 al 72,2    | 4,4           | * · *             |
| 5           | Str. Com. di Murlo | del 78,3 al 84      | 5,5           | *                 |
| 6           | Lucignano d'Asso   | del 120,5 al 129,7  | 9,5           | * · * · *         |
| 7           | Monte Sante Marie  | del 147 al 158,5    | 11,5          | * · * · * · * · * |
| 8           | Monteaperti        | del 167 al 167,8    | 0,8           | *                 |
| 9           | Colle Pinzuto      | del 177,7 al 181,4  | 2,4           | * · * · * · *     |
| 10          | Le Tolfe           | del 183,8 al 184,9  | 1,1           | * · * · *         |

## Equips participants
Divuit foren els equips que hi prengueren part, amb vuit corredors cadascun, per un total de 144 ciclistes. D'aquests, onze eren equips amb llicència "UCI World Tour" i set "equips professionals continentals".
| Núm.  | Codi | Equip                     |
| ----- | ---- | ------------------------- |
| 1-8   | CAN  | Cannondale                |
| 11-18 | AND  | GW Erco Shimano           |
| 21-28 | AST  | Astana Qazaqstan Team     |
| 31-38 | BAR  | Bardiani Valvole-CSF Inox |
| 41-48 | BMC  | BMC Racing Team           |
| 51-58 | COL  | Colombia                  |
| 61-68 | IAM  | IAM Cycling               |
| 71-78 | LAM  | Lampre-Merida             |
| 81-88 | MOV  | Movistar Team             |

| Núm.    | Codi | Equip                           |
| ------- | ---- | ------------------------------- |
| 91-98   | MTN  | MTN-Qhubeka                     |
| 101-108 | OPQ  | Omega Pharma-Quick Step         |
| 111-118 | GIA  | Giant-Shimano                   |
| 121-128 | KAT  | Team Katusha                    |
| 131-138 | SKY  | Team Sky                        |
| 141-148 | TCS  | Team Tinkoff-Saxo               |
| 151-158 | TFR  | Trek Factory Racing             |
| 161-168 | UHC  | UnitedHealthcare Pro Cycling T. |
| 171-178 | YEL  | Yellow Fluo                     |

## Classificació final
| Pos. | Ciclista                 | Equip                   | Temps      |
| ---- | ------------------------ | ----------------------- | ---------- |
| 1    | Michał Kwiatkowski (POL) | Omega Pharma-Quick Step | 5h 20' 33" |
| 2    | Peter Sagan (SVK)        | Cannondale              | + 19"      |
| 3    | Alejandro Valverde (ESP) | Movistar Team           | + 36"      |
| 4    | Damiano Cunego (ITA)     | Lampre-Merida           | + 40"      |
| 5    | Roman Kreuziger (CZE)    | Team Tinkoff-Saxo       | + 40"      |
| 6    | Fabian Cancellara (SUI)  | Trek Factory Racing     | + 59"      |
| 7    | Cadel Evans (AUS)        | BMC Racing Team         | + 1' 44"   |
| 8    | Warren Barguil (FRA)     | Giant-Shimano           | + 2' 02"   |
| 9    | Wout Poels (NED)         | Omega Pharma-Quick Step | + 2' 11"   |
| 10   | Simon Geschke (GER)      | Giant-Shimano           | + 2' 51"   |